# Federmilben
Als Federmilben bezeichnet man auf oder in den Federn von Vögeln parasitierende Milben. Sie kommen weltweit vor und nach neueren epizootiologischen Untersuchungen sind alle rezenten Vögel mit Ausnahme der Pinguine betroffen. Bei etwa jedem zweiten Tier lassen sich diese Milben nachweisen, häufig jedoch ohne Krankheitssymptome.

## Einteilung
Die verschiedenen Gruppen der Federmilben sind zum Teil nicht eng miteinander verwandt und stehen in verschiedenen Ordnungen der Milben. Nach der Lokalisation der Milben unterscheidet man die
- Federmilben, die auf den Federn (meist auf deren Unterseite),
- Federspulmilben (Familie Dermoglyphidae, Syringophilidae), die in der Federspule sowie
- Federbalgmilben (Familie Harpyrhynchidae), die im Federbalg parasitieren.

Derzeit sind etwa 2000 Federmilbenarten bekannt. Die meisten können in die Überfamilien Analgoidea und Pterolichoidea mit 33 Familien und 444 Gattungen in der Unterordnung Oribatida der Milbenordnung Sarcoptiformes eingeteilt werden. Federspulmilben und Federbalgmilben stammen zum größten Teil aus der Überfamilie Cheyletoidea der Unterordnung Prostigmata in der Ordnung Trombidiformes. Die Erstbeschreibung einer Federmilbenart erfolgte 1775 durch Johann Christian Fabricius, es handelte sich um die Milbe Analges phaetontis. Es folgte Acarus chelopus Herrmann, 1804.
Federmilben besitzen nicht nur eine strenge Wirtsspezifität, sondern sind größtenteils sogar an bestimmte Federarten angepasst (z. B. Handschwingen). Die große Wirtsspezifität wird neuerdings auch für systematische Untersuchungen zur Phylogenie der Vögel herangezogen.

## Morphologie und Lebensweise
Federmilben sind zwischen 300 und 1500 Mikrometer groß und in ihrer äußeren Form sehr variabel. Selbst innerhalb einer Art gibt es große äußere Unterschiede zwischen Männchen und Weibchen (Sexualdimorphismus) und adulten und den Larven- und Nymphenstadium.
Die Ernährungsweise ist noch nicht endgültig geklärt. Vermutet wird die Ernährung über Hautschuppen, Federteile, Bakterien und Pilzen und vor allem vom Sekret der Bürzeldrüse, obwohl Federmilben auch bei Vogelarten vorkommen, die keine Bürzeldrüse besitzen (z. B. Spechte). Über die Ernährungsweise der Federspulmilben ist bislang nichts bekannt.
Die gesamte Entwicklung erfolgt im Gefieder. Die Fortpflanzung erfolgt geschlechtlich und beginnt nach der Mauser des Wirts. Die Weibchen legen zumeist Eier, bei sehr wenigen Arten ist auch eine vivipare Fortpflanzung bekannt. Die Eiablage erfolgt zumeist zwischen den Federästen. Die Eier sind als weißliche Beläge auch mit bloßen Auge sichtbar. Über ein Larvenstadium und zwei Nymphenstadien entsteht die adulte Milbe. Der Entwicklungszyklus der Federspulmilben vollzieht sich vollständig innerhalb der Federspule.
Die Infektion erfolgt zumeist bereits während der ersten Lebenstage vom Elterntier auf das Küken beim Hudern durch Kontakt. Auch eine indirekte Übertragung auf Sand-Badeplätzen ist möglich. Beim Kuckuck, der ja nicht von seinen eigenen Eltern aufgezogen wird und nicht für die Milben der Leiheltern empfänglich ist, erfolgt die Übertragung bei der Begattung.

## Nachweis
Bei starkem Befall lassen sich sowohl die Eier als auch die Milbenkolonien als helle bzw. dunkle Punkte bereits mit bloßem Auge oder einer Lupe nachweisen. Genaueren Aussagewert hat die Untersuchung unter einem Stereomikroskop.
Federspulmilben lassen sich nur nach Eröffnung des Federkiels unter dem Mikroskop, bei einigen Arten auch anhand charakteristischer Bohrlöcher nachweisen. Federbalgmilben können durch Eröffnung der Federbälge und anschließendem mikroskopischen Nachweis identifiziert werden.
Nach dem Tod des Wirtes verlassen Federmilben diesen sehr schnell, so dass der Befallsnachweis nur an lebenden Tieren oder am unmittelbar nach dem Tod in einen Plastiksack verbrachten Tier möglich ist.

## Schadwirkung
Die durch Federmilben verursachte Schadwirkung wird kontrovers diskutiert. Als Hauptschadensursachen werden ein gesteigerter Putztrieb (wissenschaftlich umstritten) und der Entzug des Bürzeldrüsensekrets angesehen. Andere Autoren betrachten die Federmilben als harmlose Kommensalen. In jüngerer Zeit wird auch eine Bedeutung als Vektor für Krankheitserreger sowie als Auslöser von Allergien (bei Tauben und Wellensittichen nachgewiesen) diskutiert.
Über die Schadwirkung von Federspulmilben ist bislang nichts Genaues bekannt.
Federbalgmilben können bei starkem Befall zu knotigen Entzündungen der Federbälge und zum Ausfall einzelner Federn, Abmagerung oder sogar zum Tod führen.

## Bekämpfung
Federmilben reagieren empfindlich auf die meisten Ektoparasitika und lassen sich daher gut bekämpfen. Neben Pyrethroiden und Carbamaten können auch Ivermectin oder Selamectin eingesetzt werden.